# Jarosit
A jarosit (névváltozatai: jarozit, sárgavasérc) kálium és vastartalmú, trigonális kristályrendszerű szulfát a VI. Szulfátok és rokon vegyületek ásványosztály, vízmentes szulfátok alosztályon belül az alunitcsoport ásványegyüttese közé tartozik. Többnyire földes megjelenésű tömegekben, ritkábban táblás vagy romboéderes termetű kristályos formában jelenik meg. Vízben nem oldódik, polírozóanyagnak használják.

## Kémiai és fizikai tulajdonságai
- Képlete: KFe3+3(SO4)2(OH)6.
- Szimmetriája: trigonális kristályrendszerben, több tengely- és lapszimmetriája létezik.
- Sűrűsége: 2,9-3,3 g/cm³.
- Keménysége: 2,5-4,0 (a Mohs-féle keménységi skálán).
- Hasadása: jól hasad.
- Törése: egyenetlen.
- Színe: sárga, barna.
- Fénye: üvegfényű.
- Átlátszósága: áttetsző.
- Pora: sárga.
- Oldhatósága: sósavban oldódik.
- Kémiai összetétele:
- Kálium (K) = 7,8%
- Vas (Fe) = 33,5%
- Hidrogén (H) = 1,2%
- Kén (S) = 12,8%
- Oxigén (O) = 44,7%

## Keletkezése
Vasérc telepek rétegei és hasadékai mentén keletkezik. A szulfidos ércek oxidációs zónájának jellegzetes ásványa. A beszivárgó és vándorló vizek segítik elő képződésést. Homokkövek kötőanyagaként is megtalálható. 
Hasonló ásványok: limonit, okkerfélék.

## Előfordulásai
Németország területén az Érc-hegységben. Spanyolországban Almagrera közelében. Oroszország területén az Ural-hegységben. Telepei megtalálhatók Görögország területén is Laurion térségében. Az Egyesült Államokban főként Dél-Dakota szövetségi államban. Jelentős előfordulások vannak Chile területén.

## Hazai előfordulások
A Velencei-hegységben Pátka közelében a Gécsi-hegyen másodlagosan képződött mállott gránit felszinén, limonit társaságában kristályosodva. Nagybörzsöny közelében több helyen megtalálható ércesedett telérek másodlagosan képződött ásványaként. Gyöngyösoroszi bányaterületein a mellékkőzetekben agyagásványokkal, (kaolinit és montmorillonit) jelenik meg. A Szendrői-hegységben, annak délkeleti peremén Gadna és Irota térségében 1,0-2,0 méter vastgságú középszemű homokkövet tártak fel, ami jarosittartalmú. Ezekben a rétegekben a jarosit kristályhalmokat alkot, gyantasárga, átlátszó kristályokban. A gadnai előfordulásban porszerűen és apró gömböcskékben fordul elő citromsárga átlátszatlan formában, ezen a területen a jarosit tartalom eléri a 36 térfogatszázalék mennyiséget. Az Upponyi-hegységben Dédestapolcsány és Nekézseny között egy agyagpala-homokkő összlet húzódik 5,0 km hosszban és 1,0 km szélességben, amiben gyakran található agglomerát jellegű apró-lemezes jarosit kísérőásványként.
Kísérő ásványok: limonit, alunit, hematit, kvarc és goethit.